# Список Героев Социалистического Труда (Кара — Каюшкина)
Эта страница является частью списка Героев Социалистического Труда и перечисляет в алфавитном порядке лиц, удостоенных звания Героя Социалистического Труда, чьи фамилии начинаются с буквы «К», от Кара до Каюшкина.
- Список не включает дважды и трижды Героев Социалистического Труда, а также лиц, лишённых этого звания.
- Список содержит информацию о датах жизни, роде деятельности и дате присвоения звания Героя.
- Герои, удостоенные звания посмертно, выделены в списке  серым цветом .
- Герои, сменившие фамилию после присвоения звания, приводятся в списках дважды, при этом строка с новой фамилией выделяется  бежевым цветом  и не имеет номера.

## Список людей, фамилии которых начинаются с «К»
| Навигационная таблица | Навигационная таблица |
| --------------------- | --------------------- |
| «К»                   | Кабаидзе — Капычина   |
| «К»                   | Кара — Каюшкина       |
| «К»                   | Квакуша — Киптев      |
| «К»                   | Киракосян — Князькин  |
| «К»                   | Кобаидзе — Колядо     |
| «К»                   | Команов — Корякина    |
| «К»                   | Косарев — Коюнлиев    |
| «К»                   | Кравец — Ксоврели     |
| «К»                   | Куандыков — Кулян     |
| «К»                   | Кумаков — Кяяник      |

| №          | Фамилия, имя, отчество               | Даты жизни              | Деятельность | Дата присвоения | ГС         |
| ---------- | ------------------------------------ | ----------------------- | --- | --------------- | ---------- |
| 1          | Кара Иван Иванович                   | 02.12.1921 — 14.01.2006 | Бригадир виноградарской бригады колхоза имени Калинина Болградского района Одесской области | 08.04.1971      | [ ГС 1 ]   |
| 2          | Карабаев Зияда Мусаипович            | 23.11.1930 — 30.10.2016 | Старший чабан совхоза «Буревестник» Притобольного района Курганской области | 08.04.1971      | [ ГС 2 ]   |
| 3          | Карабаев Хамид                       | род. 1924               | Бригадир плотников строительного управления № 17 треста № 153 Главташкентстроя, гор. Ташкент | 11.08.1966      |            |
| 4          | Карабаев Юсуп                        | 1907 — ????             | Старший чабан каракулеводческого совхоза «Кенимех» Министерства совхозов СССР, Кенимехский район Бухарской области                                                                                             | 01.12.1949      |            |
| 5          | Карабаки Калистрат Фомич             | 1923 — ????             | Бригадир колхоза имени Бакрадзе Маяковского района Грузинской ССР | 05.09.1950      | [ ГС 3 ]   |
| 6          | Карабаки Манавел Александрович       | 1912 — ????             | Звеньевой колхоза имени Бакрадзе Маяковского района Грузинской ССР | 05.09.1950      | [ ГС 4 ]   |
| 7          | Карабашев Нурберген                  | 15.04.1922 — 12.03.1979 | Управляющий третьей фермой каракулеводческого совхоза «Равнина» Министерства внешней торговли СССР, Байрам-Алийский район Марыйской области                                                                    | 15.09.1948      | [ ГС 5 ]   |
| 7.000001   | Карабашиди София Дмитриевна          | 1923 — 08.2017          | Колхозница колхоза имени Ворошилова Дагвинского сельсовета Кобулетского района Аджарской АССР | 29.08.1949      | [ ГС 6 ]   |
| 8          | Карабинович Михаил Андреевич         | род. 1922               | Бригадир колхоза «Прапор комунизму» Борщёвского района Тернопольской области | 23.06.1966      |            |
| 9          | Карабкина Екатерина Григорьевна      | род. 1927               | Звеньевая совхоза «Анжерский» Министерства совхозов СССР, Анжеро-Судженский район Кемеровской области | 03.07.1950      |            |
| 10         | Караваев Георгий Аркадьевич          | 03.04.1913 — 03.11.1994 | Министр строительства СССР, гор. Москва | 01.04.1983      | [ ГС 7 ]   |
| 11         | Караваев Михаил Николаевич           | 1899—1972               | Директор семеноводческого совхоза «Сибиряк» Министерства совхозов СССР, Тулунский район Иркутской области | 03.05.1948      | [ ГС 8 ]   |
| 12         | Караваев Павел Титович               | 1909 — 05.08.1992       | Первый секретарь Больше-Глушицкого райкома КПСС, Куйбышевская область | 21.11.1958      | [ ГС 9 ]   |
| 13         | Караваева Эмма Павловна              | род. 08.05.1937         | Утюжильщица Ленинградского производственного швейного объединения имени М. М. Володарского Министерства текстильной промышленности РСФСР                                                                       | 02.07.1984      | [ ГС 10 ]  |
| 14         | Карагодин Михаил Емельянович         | 15.11.1913 — 31.10.1995 | Бригадир тракторной бригады Алтайской МТС Алтайского района Алтайского края | 06.05.1950      | [ ГС 11 ]  |
| 15         | Карагозян Андроник Акопович          | 1908 — ????             | Звеньевой колхоза имени Сталина Сухумского района Абхазской АССР | 03.05.1949      | [ ГС 12 ]  |
| 16         | Карагулов Альжан                     | 1892—1973               | Старший чабан колхоза имени Будённого Байганинского района Актюбинской области | 23.07.1948      | [ ГС 13 ]  |
| 17         | Карагулов Батыр                      | 25.09.1908 — ????       | Старший чабан племенного овцеводческого совхоза «Червлённые Буруны» Министерства совхозов СССР, Ногайский район Грозненской области                                                                            | 03.12.1951      | [ ГС 14 ]  |
| 18         | Карагяур Фёдор Савельевич            | 1929—2012               | Бригадир колхоза «Гигант» Вулканештского района Молдавской ССР | 14.12.1972      | [ ГС 15 ]  |
| 19         | Караджаев Анджан                     | 1918 — ????             | Бригадир колхоза «Большевик» Куня-Ургенчского района Ташаузской области | 30.06.1950      |            |
| 20         | Караджаева Айсолтан                  | род. 1930               | Бригадир-привязывальщица Ашхабадской шелкомотальной фабрики «8 Марта» Туркменского совнархоза | 07.03.1960      | [ ГС 16 ]  |
| 21         | Караев Кара Абульфаз оглы            | 05.02.1918 — 13.05.1982 | Композитор, академик Академии наук Азербайджанской ССР, народный артист СССР, гор. Баку | 03.02.1978      | [ ГС 17 ]  |
| 22         | Караев Клыч                          | 1907 — ????             | Бригадир колхоза имени Тельмана Ленинского района Ташаузской области | 21.07.1950      | [ ГС 18 ]  |
| 23         | Караева Улькер Маил кызы             | 1914 — ????             | Звеньевая виноградарского совхоза «Питомник» Министерства пищевой промышленности СССР, Азербайджанская ССР | 04.09.1950      |            |
| 24         | Каракозян Араксия Айказовна          | род. 1926               | Звеньевая виноградарского совхоза имени Азизбекова Министерства пищевой промышленности СССР, Азербайджанская ССР                                                                                               | 05.10.1949      |            |
| 25         | Каракой Тихон Кириллович             | 17.08.1923 — 20.02.2015 | Заведующий фельдшерско-акушерским пунктом Тульчинского района Винницкой области | 04.02.1969      | [ ГС 19 ]  |
| 26         | Караколев Семён Савельевич           | 10.09.1909 — 09.08.1964 | Производитель работ строительно-монтажного управления № 3 треста «Союзпроводмеханизация» Главгаза СССР, Московская область                                                                                     | 09.08.1958      | [ ГС 20 ]  |
| 27         | Каракчиева Павла Михайловна          | 23.02.1920 — 1996       | Пекарь-мастер Сыктывкарского хлебокомбината Министерства пищевой промышленности РСФСР, Коми АССР | 26.04.1971      | [ ГС 21 ]  |
| 28         | Карамнов Иван Степанович             | 1905 — ????             | Директор совхоза имени Сталина Ново-Кубанского района Краснодарского края | 31.10.1957      | [ ГС 22 ]  |
| 29         | Карамолдаев Мнайдар                  | 1910 — ????             | Заведующий овцеводческой фермой колхоза «Овцевод» Шаульдерского района Южно-Казахстанской области | 12.07.1949      | [ ГС 23 ]  |
| 30         | Карамышев Лутфулла Гибадуллович      | 22.10.1917 — 27.03.1985 | Председатель исполкома Хайбуллинского районного Совета депутатов трудящихся, Башкирская АССР | 11.01.1957      | [ ГС 24 ]  |
| 31         | Карандеев Павел Васильевич           | 27.01.1913 — 20.01.1986 | Бригадир тракторной бригады совхоза «Октябрьский» Панинского района Воронежской области | 08.04.1971      | [ ГС 25 ]  |
| 32         | Караогланов Александр Гаврилович     | 03.01.1910 — 01.05.2000 | Начальник Главного военно-строительного управления Центра Министерства обороны СССР, генерал-полковник инженерной службы, гор. Москва                                                                          | 21.02.1978      | [ ГС 26 ]  |
| 33         | Карапетян Гегецик Артюшевна          | род. 10.02.1947         | Колхозница колхоза имени А. И. Микояна Октемберянского района Армянской ССР | 12.12.1973      | [ ГС 27 ]  |
| 34         | Карапетян Сашибек Айрапетович        | 1914—1998               | Звеньевой колхоза имени Молотова Нор-Баязетского района Армянской ССР | 16.04.1949      | [ ГС 28 ]  |
| 35         | Карапетян Сисе Мирановна             | 1895 — ????             | Звеньевая колхоза «Парижская коммуна» Арташатского района Армянской ССР | 16.10.1950      | [ ГС 29 ]  |
| 36         | Карасёв Владимир Якумович            | 15.04.1900 — 1967       | Токарь-наладчик Машиностроительного и металлургического Кировского завода Министерства оборонной промышленности СССР, гор. Ленинград                                                                           | 21.06.1957      | [ ГС 30 ]  |
| 37         | Карасик Хая Абрамовна                | 15.03.1925 — 04.10.2009 | Швея-мотористка Биробиджанской текстильно-швейной фабрики Министерства лёгкой промышленности РСФСР, Еврейская автономная область                                                                               | 05.04.1971      | [ ГС 31 ]  |
| 38         | Каратаев Владимир Петрович           | 1928—1994               | Бригадир колхоза «Дружба» Сакмарского района Оренбургской области | 11.12.1973      | [ ГС 32 ]  |
| 39         | Караулов Кирилл Иванович             | 1916—1968               | Бригадир навалоотбойщиков шахты Мгачи комбината «Сахалинуголь» Министерства угольной промышленности восточных районов СССР, Сахалинская область                                                                | 28.08.1948      | [ ГС 33 ]  |
| 40         | Карауш Григорий Семёнович            | 27.01.1913 — 31.12.1991 | Бригадир совхоза «Дружба народов» Беляевского района Одесской области | 30.04.1966      | [ ГС 34 ]  |
| 41         | Караханов Меред                      | 1917 — ????             | Старший чабан совхоза «Казанджик» Казанджикского района Туркменской ССР | 22.03.1966      | [ ГС 35 ]  |
| 42         | Карацюба Ефросинья Никитична         | род. 1924               | Звеньевая Носовского свеклосовхоза Министерства пищевой промышленности СССР, Носовский район Черниговской области                                                                                              | 30.04.1948      | [ ГС 36 ]  |
| 43         | Карацюпа Дмитрий Иванович            | 25.12.1914 — 07.02.1992 | Председатель колхоза имени Куйбышева Приморского района Запорожской области | 08.12.1973      | [ ГС 37 ]  |
| 44         | Карачан Ева Романовна                | 28.11.1920 — 06.10.2000 | Звеньевая колхоза «Новая жизнь» Кореличского района Гродненской области | 18.01.1958      | [ ГС 38 ]  |
| 45         | Караштин Владимир Михайлович         | 24.05.1934 — 25.10.2008 | Заместитель генерального конструктора научно-производственного объединения «Энергия» Министерства общего машиностроения СССР, Московская область                                                               | 30.12.1990      | [ ГС 39 ]  |
| 46         | Карбасов Поштабай                    | 1892 — ????             | Старший чабан колхоза имени Ерназарова Таласского района Джамбулской области | 23.07.1948      | [ ГС 40 ]  |
| 47         | Карбенов Сеит Карбенович             | 23.07.1903 — 1983       | Директор Бурлинской МТС Кустанайской области | 11.01.1957      | [ ГС 41 ]  |
| 48         | Карбовский Семён Романович           | 26.05.1913 — 26.01.1991 | Директор Верхнячского элитносеменоводческого совхоза Христиновского района Черкасской области | 08.04.1971      | [ ГС 42 ]  |
| 49         | Карболин Михаил Дмитриевич           | 1925 — ????             | Начальник лётно-испытательной станции Ташкентского авиационного производственного объединения имени В. П. Чкалова Министерства авиационной промышленности СССР                                                 | 03.04.1975      | [ ГС 43 ]  |
| 50         | Каргачинская Любовь Филипповна       | 1908—1995               | Звеньевая колхоза «Путь к социализму» Лабинского района Краснодарского края | 06.05.1948      | [ ГС 44 ]  |
| 51         | Каргин Алексей Георгиевич            | 23.02.1924 — 16.10.1992 | Первый секретарь Гомельского райкома Компартии Белоруссии, Гомельская область | 22.03.1966      | [ ГС 45 ]  |
| 52         | Каргин Валентин Алексеевич           | 23.01.1907 — 21.10.1969 | Заведующий лабораторией Научно-исследовательского физико-химического института имени Л. Я. Карпова Министерства химической промышленности СССР, академик Академии наук СССР, гор. Москва                       | 28.05.1966      | [ ГС 46 ]  |
| 53         | Каргин Виктор Егорович               | 25.10.1932 — 21.05.2004 | Первый заместитель генерального конструктора по наземной экспериментальной отработке Конструкторского бюро машиностроения Министерства общего машиностроения СССР, Челябинская область                         | 08.06.1978      | [ ГС 47 ]  |
| 54         | Каргин Николай Васильевич            | 13.05.1932 — 23.07.2014 | Свинарь колхоза «Гвардеец» Батыревского района Чувашской АССР | 22.03.1966      | [ ГС 48 ]  |
| 55         | Кардава Мзиури Варламовна            | род. 02.06.1951         | Механизатор колхоза имени Орджоникидзе Цаленджихского района Грузинской ССР | 30.03.1982      | [ ГС 49 ]  |
| 56         | Кардава Цаца Антоновна               | 26.05.1913 — 13.01.1998 | Колхозница колхоза «Сакартвело» села Кочара Очамчирского района Абхазской АССР | 08.04.1971      | [ ГС 50 ]  |
| 57         | Кардаш Анна Иосифовна                | 1917 — ????             | Звеньевая колхоза имени Чапаева Купянского района Харьковской области | 16.02.1948      | [ ГС 51 ]  |
| 58         | Кардаш Михаил Георгиевич             | 04.03.1888 — 01.07.1951 | Главный кондуктор 48-й паровозной колонны особого резерва Народного Комиссариата путей сообщения СССР Октябрьской железной дороги, гор. Ленинград                                                              | 05.11.1943      | [ ГС 52 ]  |
| 59         | Кардаш Надежда Мартияновна           | род. 1936               | Бригадир колхоза имени Ленина Погребищенского района Винницкой области | 22.12.1977      |            |
| 60         | Карденахлишвили Сергей Цкалобович    | 1907 — ????             | Звеньевой колхоза имени Орджоникидзе Велисцихского сельсовета Гурджаанского района Грузинской ССР | 09.08.1949      | [ ГС 53 ]  |
| 61         | Карев Николай Михайлович             | 1927 — ????             | Бригадир комплексной проходческой бригады шахтопроходческого управления № 4 треста «Донецкшахтопроходка» комбината «Донецкшахтострой» Министерства строительства Украинской ССР, гор. Донецк                   | 18.03.1965      | [ ГС 54 ]  |
| 62         | Карейва Феликсас Валентинович        | 1900 — ????             | Заведующий фермой крупного рогатого скота колхоза имени Сталина Прекульского района Литовской ССР | 05.04.1958      |            |
| 63         | Каржаубаев Нурахмет                  | 01.01.1931 — 07.08.2000 | Старший чабан колхоза «Заря Октября» Джурунского района Актюбинской области | 23.07.1948      | [ ГС 55 ]  |
| 64         | Карзанова Анна Александровна         | 1909—1985               | Звеньевая семеноводческого колхоза «Ударник» Грязовецкого района Вологодской области | 14.04.1949      | [ ГС 56 ]  |
| 65         | Карибаев Сейду                       | 1897 — ????             | Старший чабан колхоза «Ильгербас» Сары-Суйского района Джамбулской области | 12.07.1949      | [ ГС 57 ]  |
| 66         | Кариков Тимофей Фёдорович            | 1927 — ????             | Бригадир горнорабочих очистного забоя шахты № 47 треста «Кадиевуголь» комбината «Луганскуголь» Министерства угольной промышленности Украинской ССР, Луганская область                                          | 29.06.1966      | [ ГС 58 ]  |
| 67         | Каримбаев Утавли                     | 26.07.1903 — 1997       | Звеньевой колхоза имени Молотова Микоянабадского района Сталинабадской области | 01.03.1948      |            |
| 68         | Каримджанов Сабир                    | 1928 — ????             | Шофёр автобусного парка № 4 Ташкентского производственного управления пассажирского автотранспорта Министерства автомобильного транспорта Узбекской ССР                                                        | 23.01.1974      | [ ГС 59 ]  |
| 69         | Каримжиев Кентай                     | 1894 — ????             | Старший чабан Меркенского овцесовхоза Джамбулской области | 29.03.1958      | [ ГС 60 ]  |
| 70         | Каримов Абдухалик                    | 20.05.1923 — 23.03.1994 | Первый секретарь Сурхандарьинского обкома Компартии Узбекистана | 05.03.1982      | [ ГС 61 ]  |
| 71         | Каримов Джумалы                      | 1892 — 1950             | Заведующий коневодческой фермой колхоза «Мантыш» Чолпонского района Тянь-Шанской области | 15.09.1948      | [ ГС 62 ]  |
| 72         | Каримов Ибрагим Ильясович            | 1911 — 23.03.1983       | Первый секретарь Сыр-Дарьинского райкома Компартии Узбекистана, Ташкентская область | 11.01.1957      | [ ГС 63 ]  |
| 73         | Каримов Иди                          | род. 1932               | Бригадир колхоза имени Карла Маркса Пархарского района Кулябской области | 25.12.1976      |            |
| 74         | Каримов Иминжан                      | 1906—1978               | Звеньевой колхоза имени Ленина Ошского района Ошской области | 26.03.1948      | [ ГС 64 ]  |
| 75         | Каримов Капизулла                    | 1928—1985               | Старший табунщик колхоза имени Чкалова Новобогатинского района Гурьевской области | 23.07.1948      | [ ГС 65 ]  |
| 76         | Каримов Лати                         | род. 1930               | Старший табунщик колхоза «Кзыл-Тан» Марфинского района Астраханской области | 10.06.1949      | [ ГС 66 ]  |
| 77         | Каримов Мустафа Сафич (Мустай Карим) | 20.10.1919 — 21.09.2005 | Поэт, писатель, народный поэт Башкирской АССР, гор. Уфа | 19.10.1979      | [ ГС 67 ]  |
| 78         | Каримов Сабит                        | род. 1929               | Буровой мастер Янги-Казганской нефтеразведочной экспедиции «Бухаранефтегазразведка» Министерства геологии Узбекской ССР                                                                                        | 04.07.1966      |            |
| 79         | Каримов Саит                         | 12.12.1896 — 1988       | Старший табунщик колхоза «Алмалу-Булак» Ачинского района Джалалабадской области | 29.07.1949      | [ ГС 68 ]  |
| 80         | Каримов Таир                         | 1906 — 18.02.1972       | Бывший первый секретарь Кировабадского райкома Компартии Таджикистана | 17.01.1957      |            |
| 81         | Каримов Турсунали                    | 1929 — ????             | Бригадир колхоза имени Куйбышева Касансайского района Наманганской области | 25.12.1976      | [ ГС 69 ]  |
| 82         | Каримов Усманали                     | 1904 — ????             | Председатель колхоза имени Ленина Пахтаабадского района Андижанской области | 11.01.1957      | [ ГС 70 ]  |
| 83         | Каримов Фахрази Шамсумухаметович     | 16.09.1932 — 03.09.2019 | Комбайнёр колхоза «Коммунизмга» Азнакаевского района Татарской АССР | 13.03.1981      | [ ГС 71 ]  |
| 84         | Каримова Гульбика Галеевна           | род. 15.09.1938         | Доярка совхоза имени Ленина Сабинского района Татарской АССР | 08.04.1971      | [ ГС 72 ]  |
| 85         | Каримова Саима Сафиевна              | 31.10.1926 — 01.01.2013 | Главный геолог Южно-Якутской геологоразведочной экспедиции Якутского геологического управления Министерства геологии РСФСР                                                                                     | 10.03.1976      | [ ГС 73 ]  |
| 86         | Каримова Таджихон                    | 1921 — 02.11.1971       | Звеньевая колхоза имени Кирова Ахунбабаевского района Ферганской области | 09.07.1952      | [ ГС 74 ]  |
| 87         | Каримова Хабиба                      | 05.09.1923 — 08.10.2015 | Директор средней школы № 3 имени В. И. Чапаева, гор. Канибадам Ленинабадской области | 27.06.1978      | [ ГС 75 ]  |
| 88         | Каримова Хитайби                     | род. 1928               | Звеньевая колхоза имени Сталина Кулябского района Кулябской области | 01.03.1948      |            |
| 89         | Каринян Арташес Баласиевич           | 11.11.1886 — 29.05.1982 | Партийный и государственный деятель, академик Академии наук Армянской ССР, гор. Ереван | 11.11.1976      | [ ГС 76 ]  |
| 90         | Карклинь Арнис Фридрихович           | 07.07.1924 — 22.06.2004 | Токарь Рижского завода «Автоэлектроприбор» Министерства автомобильной промышленности СССР, Латвийская ССР | 05.04.1971      | [ ГС 77 ]  |
| 91         | Карлов Владимир Алексеевич           | 07.04.1914 — 02.10.1994 | Заведующий Отделом сельского хозяйства и пищевой промышленности ЦК КПСС, гор. Москва | 14.03.1984      | [ ГС 78 ]  |
| 92         | Карлов Иван Ефимович                 | род. 04.10.1928         | Комбайнёр совхоза имени Щорса Лутугинского района Ворошиловградской области | 08.12.1973      | [ ГС 79 ]  |
| 93         | Карлов Иван Николаевич               | 1917 — ????             | Начальник участка шахты «Кондратьевская-Новая» треста «Калининуголь» комбината «Артёмуголь» Министерства угольной промышленности Украинской ССР, Донецкая область                                              | 29.06.1966      |            |
| 94         | Карлюга Евгения Кирилловна           | 1899—1976               | Звеньевая колхоза имени Ленина Первомайского района Одесской области | 21.03.1949      | [ ГС 80 ]  |
| 95         | Кармазин Александр Леонидович        | род. 03.12.1939         | Звеньевой колхоза имени И. Д. Сидоренко Менского района Черниговской области | 04.03.1982      |            |
| 96         | Карман Екатерина Петровна            | 09.03.1922 — 04.12.2014 | Доярка колхоза имени XXII съезда КПСС Бершадского района Винницкой области | 22.03.1966      | [ ГС 81 ]  |
| 97         | Карманов Александр Фёдорович         | 18.01.1931 — 20.08.1994 | Бригадир горнорабочих очистного забоя шахты № 7 треста «Востокуголь» комбината «Воркутауголь» Министерства угольной промышленности СССР, Коми АССР                                                             | 29.06.1966      | [ ГС 82 ]  |
| 98         | Карманов Дмитрий Сергеевич           | 06.11.1907 — 15.02.1988 | Председатель колхоза «Искра» Краснооктябрьского района Горьковской области | 30.04.1966      | [ ГС 83 ]  |
| 99         | Кармен Роман Лазаревич               | 29.11.1906 — 28.04.1978 | Кинорежиссёр, народный артист СССР, гор. Москва | 18.03.1976      | [ ГС 84 ]  |
| 100        | Кармызова Екатерина Петровна         | 03.08.1920 — ????       | Птичница Минской птицефабрики имени Крупской, Минская область | 22.03.1966      | [ ГС 85 ]  |
| 101        | Карнаух Ольга Алексеевна             | 03.06.1926 — 27.10.2018 | Звеньевая колхоза имени Сталина Петровского района Харьковской области | 26.02.1958      | [ ГС 86 ]  |
| 102        | Карнов Николай Алексеевич            | 20.01.1930 — 01.10.2007 | Бригадир слесарей-сборщиков Алексинского химического комбината Министерства машиностроения СССР, Тульская область                                                                                              | 26.04.1971      | [ ГС 87 ]  |
| 103        | Карноза Анна Савельевна              | 07.11.1910 — 18.02.1990 | Звеньевая колхоза имени Чкалова Ново-Московского района Днепропетровской области | 04.03.1949      | [ ГС 88 ]  |
| 104        | Карноза Мария Егоровна               | род. 10.04.1929         | Звеньевая колхоза имени Чкалова Ново-Московского района Днепропетровской области | 09.06.1950      | [ ГС 89 ]  |
| 105        | Карпалюк Надежда Фёдоровна           | 1924 — ????             | Звеньевая колхоза «Червоный маяк» Цебриковского района Одесской области | 24.06.1949      | [ ГС 90 ]  |
| 106        | Карпенко Анатолий Николаевич         | род. 1938               | Бригадир комплексной бригады строительно-монтажного управления «Промстрой» Тернопольского управления строительства Министерства промышленного строительства Украинской ССР                                     | 19.03.1981      |            |
| 107        | Карпенко Анна Семёновна              | род. 1942               | Доярка колхоза имени Л. П. Симиренко Городищенского района Черкасской области | 04.03.1982      |            |
| 108        | Карпенко Василий Фёдорович           | 09.02.1917 — 08.11.1960 | Бригадир тракторной бригады Верхне-Хортицкой МТС Верхне-Хортицкого района Запорожской области | 16.02.1948      | [ ГС 91 ]  |
| 109        | Карпенко Людмила Симоновна           | 1917—1961               | Звеньевая колхоза имени Ленина Дымерского района Киевской области | 26.02.1958      | [ ГС 92 ]  |
| 110        | Карпенко Никон Семёнович             | 1903—1972               | Гарпунёр Второй Дальневосточной китобойной флотилии Главприморрыбпрома, гор. Владивосток Приморского края | 02.03.1957      | [ ГС 93 ]  |
| 111        | Карпенко Нина Яковлевна              | 20.05.1927 — 16.03.1989 | Звеньевая виноградарского совхоза «Геленджик» Министерства пищевой промышленности СССР, Геленджикский район Краснодарского края                                                                                | 26.09.1950      | [ ГС 94 ]  |
| 112        | Карпенко София Маркеловна            | 27.09.1924 — 01.02.2004 | Звеньевая колхоза «Большевик» Северского района Краснодарского края | 06.05.1948      | [ ГС 95 ]  |
| 113        | Карпенцев Иван Александрович         | 1912 — ????             | Бригадир колхоза «Искра» Ленинск-Кузнецкого района Кемеровской области | 25.02.1949      | [ ГС 96 ]  |
| 114        | Карпенцева Елизавета Дмитриевна      | 1913—1987               | Звеньевая колхоза «Искра» Ленинск-Кузнецкого района Кемеровской области | 25.02.1949      | [ ГС 97 ]  |
| 115        | Карпеченко Ульяна Тихоновна          | 14.01.1923 — 17.10.1993 | Бригадир колхоза «Наука и техника» Клинцовского района Брянской области | 30.04.1966      | [ ГС 98 ]  |
| 116        | Карпеш Борис Петрович                | 10.01.1927 — 24.03.1995 | Машинист локомотивного депо Курган Южно-Уральской железной дороги, Курганская область | 01.08.1959      | [ ГС 99 ]  |
| 117        | Карпинский Вячеслав Алексеевич       | 16.01.1880 — 20.03.1965 | Член КПСС с 1898 года, старейший работник партийной и советской печати, гор. Москва | 04.05.1962      | [ ГС 100 ] |
| 118        | Карпов Борис Васильевич              | 06.07.1911 — 18.10.2005 | Директор Научно-исследовательского института радиотехнической аппаратуры Министерства машиностроения СССР, гор. Москва                                                                                         | 20.04.1981      | [ ГС 101 ] |
| 119        | Карпов Вениамин Петрович             | 30.08.1930 — 01.10.1996 | Фрезеровщик автомобильного завода имени Ленинского комсомола (производственное объединение «Москвич») Министерства автомобильной промышленности СССР, гор. Москва                                              | 12.04.1976      | [ ГС 102 ] |
| 120        | Карпов Владимир Фёдорович            | 04.11.1911 — 24.09.1987 | Директор Ждановского завода тяжёлого машиностроения имени 50-летия Великой Октябрьской социалистической революции Министерства тяжёлого, энергетического и транспортного машиностроения СССР, Донецкая область | 05.04.1971      | [ ГС 103 ] |
| 121        | Карпов Георгий Иванович              | 04.1917 — 17.01.1992    | Директор молочного совхоза «Июсский» Министерства совхозов СССР, Орджоникидзевский район Хакасской автономной области                                                                                          | 18.06.1949      | [ ГС 104 ] |
| 122        | Карпов Дмитрий Маркович              | 23.10.1913 — ????       | Председатель колхоза «Красный Октябрь» Балашовского района Саратовской области | 23.06.1966      | [ ГС 105 ] |
| 123        | Карпов Иван Андреевич                | 05.08.1923 — 11.1983    | Тракторист совхоза «Макинский» Макинского района Целиноградской области | 19.04.1967      | [ ГС 106 ] |
| 124        | Карпов Иван Васильевич               | 27.10.1912 — ????       | Бригадир штукатуров треста «Ленотделстрой» № 1, гор. Ленинград | 21.06.1957      | [ ГС 107 ] |
| 125        | Карпов Иван Егорович                 | 01.03.1917 — 12.03.1998 | Комбайнёр Петуховской МТС Курганской области | 24.05.1952      | [ ГС 108 ] |
| 126        | Карпов Леонид Анатольевич            | 26.01.1907 — 24.07.1989 | Начальник Московской железной дороги Министерства путей сообщения СССР, гор. Москва | 04.08.1966      | [ ГС 109 ] |
| 127        | Карпов Леонид Иванович               | 28.05.1927 — 29.05.2018 | Слесарь завода при Научно-исследовательском институте полупроводниковой электроники Министерства электронной промышленности СССР, гор. Москва                                                                  | 26.04.1971      | [ ГС 110 ] |
| 128        | Карпов Михаил Васильевич             | 26.08.1923 — 14.10.2011 | Слесарь завода № 16 Министерства авиационной промышленности СССР, Татарская АССР | 22.07.1966      | [ ГС 111 ] |
| 129        | Карпов Михаил Дмитриевич             | 04.11.1905 — 31.05.1971 | Бригадир арматурщиков строительства Кременчугской ГЭС Министерства электростанций СССР, Кировоградская область                                                                                                 | 09.08.1958      | [ ГС 112 ] |
| 130        | Карпов Николай Борисович             | 10.09.1909 — 26.05.1996 | Начальник комбината «Челябинскуголь» Министерства угольной промышленности восточных районов СССР, Челябинская область                                                                                          | 28.08.1948      | [ ГС 113 ] |
| 131        | Карпов Николай Дмитриевич            | 08.04.1925 — 02.11.1996 | Старший мастер Новолипецкого металлургического завода Министерства чёрной металлургии СССР, гор. Липецк | 22.03.1966      | [ ГС 114 ] |
| 132        | Карпов Николай Емельянович           | 08.07.1924 — 24.04.2013 | Бригадир тракторной бригады колхоза имени Кирова Романовского района Саратовской области | 20.11.1958      | [ ГС 115 ] |
| 133        | Карпов Николай Фролович              | 19.03.1917 — 04.03.1999 | Начальник Всесоюзного геологоразведочного объединения Министерства геологии СССР, гор. Москва | 10.03.1981      | [ ГС 116 ] |
| 134        | Карпов Пётр Фёдорович                | 22.02.1912 — 05.10.1979 | Старший зоотехник ордена Ленина конного завода № 158, Сальский район Ростовской области | 26.07.1949      | [ ГС 117 ] |
| 135        | Карпов Сергей Тимофеевич             | 15.07.1907 — 21.11.1985 | Директор хлопчатобумажного комбината имени III интернационала Министерства лёгкой промышленности РСФСР, гор. Карабаново Владимирской области                                                                   | 05.04.1971      | [ ГС 118 ] |
| 136        | Карпов Юрий Михайлович               | 17.01.1938 — 02.11.2017 | Слесарь-сборщик завода полиграфических машин имени 60-летия Союза ССР Министерства машиностроения для лёгкой и пищевой промышленности и бытовых приборов СССР, гор. Рыбинск Ярославской области                | 10.06.1986      | [ ГС 119 ] |
| 137        | Карпова Клавдия Павловна             | 1926 — 20.06.2002       | Бригадир совхоза «Ахтубинский» Среднеахтубинского района Волгоградской области | 07.12.1973      | [ ГС 120 ] |
| 138        | Карпова Мария Петровна               | 16.06.1914 — 22.10.1974 | Бригадир тракторной бригады колхоза имени Артёма Любытинского района Новгородской области | 30.04.1966      | [ ГС 121 ] |
| 139        | Карпова Нина Андреевна               | род. 15.08.1937         | Дежурная по парку станции Инская Западно-Сибирской железной дороги, Новосибирская область | 03.07.1986      | [ ГС 122 ] |
| 139.000002 | Карпович Анна Ивановна               | 01.01.1938 — 1981       | Птичница Городищенской птицефабрики Барановичского района Брестской области | 22.03.1966      | [ ГС 123 ] |
| 140        | Карпович Мария Николаевна            | 08.03.1930 — 14.10.2017 | Агроном колхоза «Звезда» Новогрудского района Гродненской области | 23.06.1966      | [ ГС 124 ] |
| 141        | Карпович Николай Владимирович        | 16.09.1926 — 08.01.1992 | Бригадир совхоза «Ситце» Докшицкого района Витебской области | 13.12.1972      | [ ГС 125 ] |
| 142        | Карпович Эдуард Антонович            | 24.01.1924 — ????       | Токарь производственного ремонтного предприятия «Белорусэнергоремонт» Министерства энергетики и электрификации СССР, гор. Минск                                                                                | 20.04.1971      | [ ГС 126 ] |
| 143        | Карпутцева Анна Леонтьевна           | 07.09.1918 — 02.04.2001 | Бригадир совхоза «Большевик» Серпуховского района Московской области | 30.04.1966      | [ ГС 127 ] |
| 144        | Карпухин Николай Васильевич          | 12.12.1929 — 29.08.2010 | Тракторист-комбайнёр совхоза «Энтузиаст» Акмолинской области | 11.01.1957      | [ ГС 128 ] |
| 145        | Карпухно Николай Алексеевич          | 15.05.1935 — 29.09.2000 | Бригадир совхоза «Шарыкский» Рузаевского района Кокчетавской области | 13.12.1972      | [ ГС 129 ] |
| 146        | Карпушкин Михаил Павлович            | 1909—1994               | Тракторист совхоза «Уран» Новосергиевского района Оренбургской области | 23.06.1966      | [ ГС 130 ] |
| 147        | Карсакова Валентина Фёдоровна        | род. 09.02.1925         | Доярка совхоза «Красный Октябрь» Всеволожского района Ленинградской области | 22.03.1966      | [ ГС 131 ] |
| 148        | Карстен Андрей Яковлевич             | род. 1923               | Бригадир проходчиков управления «Карагандашахтопроходка» комбината «Карагандашахтострой», Карагандинская область                                                                                               | 11.08.1966      | [ ГС 132 ] |
| 149        | Картавая Анна Ефимовна               | 1900 — 02.11.1956       | Звеньевая колхоза «Путь новой жизни» Мариинского района Кемеровской области | 06.03.1948      | [ ГС 133 ] |
| 150        | Картавенков Валерий Иванович         | 09.01.1930 — 29.07.1992 | Вырубщик Ишимской обувной фабрики Министерства лёгкой промышленности РСФСР, Тюменская область | 05.04.1971      | [ ГС 134 ] |
| 151        | Картавых Александр Григорьевич       | 06.01.1924 — 07.12.2014 | Старший вальцовщик листопрокатного цеха Кузнецкого металлургического комбината Кемеровского совнархоза | 19.07.1958      | [ ГС 135 ] |
| 152        | Карталов Степан Иванович             | 1910 — ????             | Бригадир каменщиков строительного треста № 159 Главташкентстроя Министерства строительства Узбекской ССР, гор. Ташкент                                                                                         | 09.08.1958      | [ ГС 136 ] |
| 153        | Картамышева Прасковья Захаровна      | 1914 — ????             | Звеньевая колхоза имени Ворошилова Нижне-Чирчикского района Ташкентской области | 17.07.1951      |            |
| 154        | Картаузов Леонид Михайлович          | 16.06.1933 — 17.11.2016 | Тракторист совхоза «Родина» Целиноградского района Целиноградской области | 13.12.1972      | [ ГС 137 ] |
| 155        | Карташёв Василий Фёдорович           | 09.02.1922 — 30.05.2001 | Слесарь Московского прожекторного завода Министерства электротехнической промышленности СССР | 29.08.1969      | [ ГС 138 ] |
| 156        | Карташёв Иван Николаевич             | 1902 — ????             | Директор хлопкового совхоза «Курган-Тюбе» Министерства совхозов СССР, Курган-Тюбинский район Сталинабадской области                                                                                            | 01.04.1948      |            |
| 156.000003 | Карташова Нина Яковлевна             | 25.05.1940 — 07.09.2017 | Бригадир бройлерной фабрики совхоза «Красный» Симферопольского района Крымской области | 10.03.1976      | [ ГС 139 ] |
| 157        | Картошкин Пётр Фёдорович             | 1903 — ????             | Бригадир колхоза «Ильич» Болховского района Орловской области | 12.03.1949      | [ ГС 140 ] |
| 158        | Картошкина Наталия Фёдоровна         | 15.08.1910 — ????       | Звеньевая колхоза «Ильич» Болховского района Орловской области | 30.03.1948      | [ ГС 141 ] |
| 159        | Карцев Дмитрий Гаврилович            | 20.05.1932 — 21.09.1996 | Кузнец-штамповщик Горьковского автомобильного завода Министерства автомобильной промышленности СССР | 11.03.1976      | [ ГС 142 ] |
| 160        | Карчава Соломон Теймуразович         | 1893 — ????             | Бригадир колхоза имени Орджоникидзе Махарадзевского района Грузинской ССР | 21.02.1948      | [ ГС 143 ] |
| 161        | Каршиев Мансур                       | род. 1928               | Звеньевой колхоза имени Ленина Комсомольского района Самаркандской области | 12.07.1949      |            |
| 162        | Кары-Ниязов Ташмухамед Ниязович      | 02.09.1897 — 17.03.1970 | Заведующий кафедрой высшей математики Ташкентского института инженеров ирригации и механизации сельского хозяйства, академик Академии наук Узбекской ССР                                                       | 01.09.1967      | [ ГС 144 ] |
| 163        | Карымшагов Абдыкадыр                 | 25.06.1898 — 1979       | Старший табунщик колхоза «Алмалу-Булак» Ачинского района Джалал-Абадской области | 15.09.1948      | [ ГС 145 ] |
| 164        | Касавченко Георгий Васильевич        | 1930 — 09.1990          | Главный геолог Кызылкумской геологоразведочной экспедиции треста «Самаркандгеология» Министерства геологии Узбекской ССР, Бухарская область                                                                    | 20.04.1971      | [ ГС 146 ] |
| 165        | Касаева Марфа Филипповна             | 09.06.1916 — 16.09.1992 | Штукатур строительного управления № 2 треста «Прибалхашстрой», Карагандинская область | 11.08.1966      | [ ГС 147 ] |
| 166        | Касандрицкая Вера Семёновна          | 13.09.1931 — 28.12.2019 | Прядильщица Краснодарского хлопчатобумажного комбината Министерства лёгкой промышленности РСФСР | 05.04.1971      | [ ГС 148 ] |
| 167        | Касаткин Никифор Андреевич           | 1910 — 22.10.1990       | Бригадир колхоза «4-я домна» Кузнецкого района Кемеровской области | 06.03.1948      | [ ГС 149 ] |
| 168        | Касаткина Александра Петровна        | 27.02.1913 — 22.12.1999 | Доярка племенного свиноводческого совхоза «Никоновское» Министерства совхозов СССР, Бронницкий район Московской области                                                                                        | 08.03.1954      | [ ГС 150 ] |
| 169        | Касаткина Наталия Захаровна          | 15.08.1918 — ????       | Звеньевая виноградарского совхоза имени Молотова Министерства пищевой промышленности СССР, Анапский район Краснодарского края                                                                                  | 26.09.1950      | [ ГС 151 ] |
| 170        | Касауров Николай Данилович           | 22.05.1896 — 19.04.1979 | Начальник шахты № 6 комбината «Ворошиловградуголь» Министерства угольной промышленности западных районов СССР, Ворошиловградская область                                                                       | 28.08.1948      | [ ГС 152 ] |
| 171        | Касимов Босир Умярович               | 04.01.1931 — 14.03.2011 | Комбайнёр совхоза «Подлесновский» Подлесновского района Саратовской области | 20.11.1958      | [ ГС 153 ] |
| 172        | Касимцев Юрий Петрович               | 24.09.1926 — 24.11.2005 | Старший плавильщик Березниковского титано-магниевого комбината Министерства цветной металлургии СССР, Пермская область                                                                                         | 30.03.1971      | [ ГС 154 ] |
| 173        | Каситериди Елена Христовна           | 1928 — 31.05.1983       | Колхозница колхоза имени Ворошилова Дагвинского сельсовета Кобулетского района Аджарской АССР | 29.08.1949      | [ ГС 155 ] |
| 174        | Каситериди Перикли Лукич             | 26.12.1926 — 22.03.2014 | Звеньевой колхоза имени Ворошилова Дагвинского сельсовета Кобулетского района Аджарской АССР | 29.08.1949      | [ ГС 156 ] |
| 175        | Касиян Василий Ильич                 | 01.01.1896 — 24.06.1976 | Профессор Киевского художественного института, народный художник СССР | 11.01.1974      | [ ГС 157 ] |
| 176        | Каскабасов Батыркаир                 | 10.05.1939 — 22.09.2012 | Старший чабан Сулукольского овцеплемзавода имени XXIII съезда КПСС Семиозёрного района Кустанайской области | 19.02.1981      | [ ГС 158 ] |
| 177        | Каспаров Александр Исакович          | 09.05.1931 — 08.06.2019 | Начальник проектно-промышленно-дорожно-строительного объединения «Запсибдорстрой» Министерства транспортного строительства СССР, Ханты-Мансийский автономный округ                                             | 30.04.1991      | [ ГС 159 ] |
| 178        | Каспарян Карек Ованесович            | 1916 — ????             | Бригадир колхоза имени Чарквиани Гульрипшского района Абхазской АССР | 03.05.1949      | [ ГС 160 ] |
| 179        | Касрадзе Александр Семёнович         | 1891 — 19.03.1971       | Проходчик шахты имени Ленина треста «Тквибулуголь» Министерства угольной промышленности западных районов СССР, Грузинская ССР                                                                                  | 28.08.1948      | [ ГС 161 ] |
| 180        | Кассихин Александр Александрович     | 05.01.1924 — 28.09.1996 | Старший машинист энергоблоков Черепетской ГРЭС Министерства энергетики и электрификации СССР, Тульская область                                                                                                 | 20.04.1971      | [ ГС 162 ] |
| 181        | Касумов Агабала Гусейн оглы          | 1890—1952               | Бригадир колхоза имени Рустама Алиева Шамхорского района Азербайджанской ССР | 12.07.1950      |            |
| 182        | Касумова Зульгада Аллахверди кызы    | род. 08.10.1932         | Звеньевая колхоза имени Сафарова Нухинского района Азербайджанской ССР | 01.07.1949      |            |
| 183        | Касыбаев Алимбай                     | 1894 — 1955             | Звеньевой колхоза «Эркин-Тоо» Узгенского района Ошской области | 16.05.1949      | [ ГС 163 ] |
| 184        | Касыбаев Токсанбай                   | 1886 — ????             | Старший табунщик колхоза «Маданият» Энбекшильдерского района Кокчетавской области | 23.07.1948      | [ ГС 164 ] |
| 185        | Касымбеков Абильмажин                | 1929 — ????             | Бригадир колхоза «40 лет Октября» Панфиловского района Талды-Курганской области | 13.12.1972      | [ ГС 165 ] |
| 186        | Касымбеков Орман                     | 1882 — ????             | Старший чабан колхоза имени Амангельды Таласского района Джамбулской области | 23.07.1948      | [ ГС 166 ] |
| 187        | Касымов Абдурахим                    | 12.03.1900 — 06.1972    | Председатель колхоза «Коммунизм» Кокташского района Сталинабадской области | 01.03.1948      |            |
| 188        | Касымов Насыр                        | род. 1928               | Тракторист Узунской МТС Сурхан-Дарьинской области | 11.01.1957      |            |
| 189        | Касымов Рахман                       | 1912 — ????             | Заведующий Канибадамским районным отделом водного хозяйства Ленинабадской области | 26.06.1951      |            |
| 190        | Касымов Хаджи                        | 1904 — ????             | Бригадир штукатуров строительного управления № 11 стройтреста № 159, гор. Ташкент | 01.03.1965      | [ ГС 167 ] |
| 191        | Касымова Мухарам                     | 1915 — ????             | Звеньевая виноградарского совхоза № 7 Министерства пищевой промышленности СССР, Орджоникидзевский район Ташкентской области                                                                                    | 01.11.1951      | [ ГС 168 ] |
| 192        | Касымова Шарофат                     | 1924 — 05.09.2004       | Звеньевая колхоза «Социализм» Канибадамского района Ленинабадской области | 01.03.1948      | [ ГС 169 ] |
| 193        | Касько Мария Степановна              | 28.08.1927 — 16.11.2000 | Доярка колхоза «Зоря комунизму» Мурованокуриловецкого района Винницкой области | 08.04.1971      | [ ГС 170 ] |
| 194        | Касьян Екатерина Андреевна           | род. 17.09.1925         | Заведующая животноводческой фермой колхоза имени Кирова Золочевского района Харьковской области | 06.09.1973      |            |
| 194.000004 | Касьян Нина Афанасьевна              | 06.11.1929 — 04.08.2001 | Звеньевая колхоза имени Кагановича Таращанского района Киевской области | 29.03.1952      | [ ГС 171 ] |
| 194.000005 | Касьяненко Анна Корнеевна            | род. 1928               | Звеньевая Аникеевского свеклосовхоза Министерства пищевой промышленности СССР, Кировоградская область | 12.09.1949      | [ ГС 172 ] |
| 195        | Касьяненко Евгения Карповна          | 24.12.1917 — 02.09.2003 | Учительница Первомайской средней школы Бурынского района Сумской области | 01.07.1968      | [ ГС 173 ] |
| 196        | Касьяненко Никифор Тихонович         | 1905—1962               | Бригадир тракторной бригады Котовской МТС Одесской области | 21.05.1951      | [ ГС 174 ] |
| 197        | Касьянов Александр Николаевич        | 15.11.1888 — 16.03.1981 | Главный пивовар Жигулёвского пивоваренного комбината Министерства пищевой промышленности РСФСР, гор. Куйбышев                                                                                                  | 21.07.1966      | [ ГС 175 ] |
| 198        | Касьянов Евгений Нилович             | 22.05.1935 — 29.09.1984 | Составитель поездов станции Ленинград-Товарный-Витебский Октябрьской железной дороги, гор. Ленинград | 02.04.1981      | [ ГС 176 ] |
| 199        | Касьянов Михаил Михайлович           | 1910 — ????             | Бригадир колхоза «3-й год пятилетки» Кемеровского района Кемеровской области | 06.03.1948      |            |
| 200        | Касьянов Николай Александрович       | 26.01.1930 — 10.04.2013 | Машинист перевалочной уборочной машины Прокопьевского торфопредприятия Министерства топливной промышленности РСФСР, Слободской район Кировской области                                                         | 20.04.1971      | [ ГС 177 ] |
| 201        | Касьянова Раиса Ивановна             | 19.12.1929 — 15.03.1996 | Доярка племенного завода «Червоний велетень» Змиёвского района Харьковской области | 22.03.1966      | [ ГС 178 ] |
| 202        | Катаев Валентин Петрович             | 28.01.1897 — 12.04.1986 | Писатель, драматург, поэт, гор. Москва | 27.09.1974      | [ ГС 179 ] |
| 203        | Катамадзе Кевсер Сулеймановна        | 1931—1992               | Колхозница колхоза имени Кагановича Кобулетского района Аджарской АССР | 19.07.1950      | [ ГС 180 ] |
| 204        | Катамадзе Николай Калистратович      | 1921 — ????             | Бригадир Аргветского виноградарского совхоза Грузинского шампанкомбината Министерства пищевой промышленности СССР, Зестафонский район Грузинской ССР                                                           | 05.10.1949      | [ ГС 181 ] |
| 205        | Катамадзе Фадиме Мевлудовна          | 1923 — ????             | Колхозница колхоза имени Кагановича Кобулетского района Аджарской АССР | 29.08.1949      |            |
| 206        | Катамадзе Фадиме Хасановна           | 1926—1995               | Колхозница колхоза имени Сталина Хуцубанского сельсовета Кобулетского района Аджарской АССР | 29.08.1949      | [ ГС 182 ] |
| 207        | Катамадзе Фериде Хусеиновна          | 1926 — 20.11.2017       | Колхозница колхоза имени Микояна Кобулетского района Аджарской АССР | 29.08.1949      | [ ГС 183 ] |
| 208        | Катана Гавриил Маркович              | 1926 — ????             | Бригадир тракторной бригады колхоза «Победа» Маловисковского района Кировоградской области | 08.12.1973      |            |
| 209        | Катаргин Николай Владимирович        | 1930 — 24.04.1996       | Токарь Пермского машиностроительного завода Министерства оборонной промышленности СССР | 26.04.1971      | [ ГС 184 ] |
| 210        | Катасонов Андрей Дмитриевич          | 1913 — ????             | Мастер по сложным работам Карабулакской конторы разведочного бурения объединения «Грознефть» Министерства нефтедобывающей промышленности СССР, Чечено-Ингушская АССР                                           | 23.05.1966      | [ ГС 185 ] |
| 211        | Каташёв Пётр Александрович           | 16.12.1933 — 09.06.2020 | Тракторист совхоза «Львовский» Державинского района Тургайской области | 10.12.1973      | [ ГС 186 ] |
| 212        | Каташевич Тамара Васильевна          | 23.02.1932 — 25.11.2016 | Старшая аппаратчица Ленинградского научно-производственного объединения «Пластполимер» Министерства химической промышленности СССР                                                                             | 20.04.1971      | [ ГС 187 ] |
| 213        | Катилин Алексей Николаевич           | 01.01.1926 — 01.05.1997 | Машинист экскаватора строительства № 601 Министерства среднего машиностроения СССР, Томская область | 07.03.1962      | [ ГС 188 ] |
| 214        | Катина Фаина Евтифьевна              | 02.05.1922 — 10.05.1977 | Полудчица Горьковского завода «Орбита» Министерства электронной промышленности СССР | 29.07.1966      | [ ГС 189 ] |
| 215        | Катинайтис Антанас Юозович           | 1904 — ????             | Колхозник колхоза «Тиеса» Шакяйского района Литовской ССР | 23.06.1966      |            |
| 216        | Катков Георгий Фёдорович             | 30.07.1919 — 07.03.1989 | Главный конструктор СКБ завода № 699 Московского городского совета народного хозяйства | 17.06.1961      | [ ГС 190 ] |
| 217        | Каткова Тамара Ларионовна            | 06.06.1929 — 24.05.2022 | Старший мастер-маслодел Белебеевского городского молочного завода Министерства мясной и молочной промышленности РСФСР, Башкирская АССР                                                                         | 16.01.1974      | [ ГС 191 ] |
| 218        | Катковский Антон Антонович           | 19.01.1900 — 25.07.1972 | Старший конюх совхоза «Окте» Министерства совхозов СССР, Талсинский уезд Латвийской ССР | 05.08.1948      | [ ГС 192 ] |
| 219        | Като Маргарита Ивановна              | род. 1926               | Звеньевая Ивановского виноградарского совхоза Министерства пищевой промышленности СССР, Закарпатская область                                                                                                   | 05.10.1949      |            |
| 220        | Катык Сали Александрович             | 20.10.1930 — 28.05.2010 | Директор Омского завода транспортного машиностроения имени Октябрьской революции Министерства оборонной промышленности СССР                                                                                    | 16.06.1981      | [ ГС 193 ] |
| 221        | Катыхина Мария Романовна             | род. 1921               | Звеньевая колхоза имени Чапаева Балаклейского района Харьковской области | 07.05.1948      | [ ГС 194 ] |
| 222        | Катышев Николай Михайлович           | 03.03.1930 — 2007       | Бригадир комплексной бригады строительно-монтажного управления № 13 треста «Тюменгорстрой», гор. Тюмень | 11.08.1966      | [ ГС 195 ] |
| 223        | Каулиньш Роберт Хейндрикович         | 09.02.1925 — 17.02.1977 | Бригадир колхоза «Драудзиба» Талсинского района Латвийской ССР | 23.06.1966      | [ ГС 196 ] |
| 224        | Каулиньш Эдгарс Мартынович           | 26.04.1903 — 05.01.1979 | Председатель колхоза «Лачплесис» Огрского района Латвийской ССР | 01.10.1965      | [ ГС 197 ] |
| 225        | Каулс Альберт Эрнестович             | 15.10.1938 — 24.09.2008 | Председатель колхоза «Адажи» Рижского района Латвийской ССР | 07.07.1986      | [ ГС 198 ] |
| 226        | Кафанова Феодосия Семёновна          | 26.06.1914 — ????       | Ткачиха шёлкоткацкой фабрики имени 26 Бакинских комиссаров Среднеазиатского совнархоза, гор. Самарканд | 01.03.1965      | [ ГС 199 ] |
| 227        | Кахаилиши Мухамед Хасанович          | 1921—1996               | Колхозник колхоза имени Орджоникидзе Батумского района Аджарской АССР | 29.08.1949      | [ ГС 200 ] |
| 228        | Кахиани Исидор Несторович            | 1904 — ????             | Бригадир колхоза «Чита Чхория» Гальского района Абхазской АССР | 21.02.1948      | [ ГС 201 ] |
| 228.000006 | Кахидзе Тунтул Юсуповна              | 05.07.1930 — 30.05.2002 | Колхозница колхоза имени Микояна Кобулетского района Аджарской АССР | 29.08.1949      | [ ГС 202 ] |
| 229        | Кахидзе Шалва Семёнович              | 25.01.1910 — ????       | Председатель исполнительного комитета Амбролаурского районного Совета депутатов трудящихся Грузинской ССР | 09.08.1949      | [ ГС 203 ] |
| 230        | Кахорова Угульхон                    | 1920 — ????             | Звеньевая колхоза имени Дзержинского Гиссарского района Сталинабадской области | 01.03.1948      | [ ГС 204 ] |
| 231        | Каххаров Абдугафор                   | 1896 — 17.09.1972       | Агроном колхоза имени Ворошилова Ленинабадского района Ленинабадской области | 17.04.1951      |            |
| 232        | Кац Мейер Ицкович                    | 14.06.1923 — 18.02.2003 | Председатель колхоза имени Красной Армии Витебского района Витебской области | 22.03.1966      | [ ГС 205 ] |
| 233        | Кация Кондрат Казаутович             | 1910 — 07.06.1973       | Звеньевой колхоза имени Сталина Очемчирского района Абхазской АССР | 21.02.1948      | [ ГС 206 ] |
| 234        | Кация Самсон Ханашович               | 1883 — 30.03.1978       | Звеньевой колхоза имени Сталина Очемчирского района Абхазской АССР | 21.02.1948      | [ ГС 207 ] |
| 235        | Качаев Дмитрий Иванович              | 1913—1996               | Бригадир полеводческой бригады колхоза «Заветы Ильича» с. Бражное Канского района Красноярского края | 07.01.1948      | [ ГС 208 ] |
| 236        | Качаев Николай Николаевич            | 25.01.1926 — 24.06.2010 | Тракторист совхоза «Заветы Ильича» Канского района Красноярского края | 11.12.1973      | [ ГС 209 ] |
| 237        | Качалина Анастасия Сергеевна         | 18.05.1919 — 04.02.1972 | Доярка совхоза «Раменское» Раменского района Московской области | 22.03.1966      | [ ГС 210 ] |
| 238        | Качарава Николай Соломонович         | 1909 — 10.1986          | Заведующий районным отделом сельского хозяйства Гульрипшского района Абхазской АССР | 19.04.1951      | [ ГС 211 ] |
| 239        | Качеровский Мойше-Хаим Шлёмович      | 05.12.1910 — 22.05.1984 | Председатель колхоза «Победа» Гомельского района Гомельской области | 22.03.1966      | [ ГС 212 ] |
| 240        | Качинский Станислав Витальевич       | 27.05.1934 — 17.09.2013 | Авиационный техник Челябинского объединённого отряда Уральского управления гражданской авиации Министерства гражданской авиации СССР                                                                           | 04.02.1983      | [ ГС 213 ] |
| 241        | Качкимбаев Санкул                    | 1927—2002               | Мастер Беловодского кирпичного завода Министерства промышленности строительных материалов Киргизской ССР | 28.07.1966      | [ ГС 214 ] |
| 242        | Качур Антонина Ивановна              | 17.06.1925 — 08.09.1999 | Доярка колхоза «Шляхом Ленина» Гайворонского района Кировоградской области | 22.03.1966      | [ ГС 215 ] |
| 243        | Качур Василий Захарович              | 16.08.1918 — 31.10.1986 | Первый секретарь Бершадского райкома Компартии Украины, Винницкая область | 31.12.1965      | [ ГС 216 ] |
| 244        | Качур Иосиф Антонович                | 29.12.1927 — 1995       | Машинист экскаватора дорожно-эксплуатационного участка № 133 Министерства строительства и эксплуатации автомобильных дорог РСФСР, Краснодарский край                                                           | 04.05.1971      | [ ГС 217 ] |
| 244.000007 | Качуренко Варвара Карповна           | 09.12.1925 — 2011       | Звеньевая колхоза имени Орджоникидзе Верхне-Хортицкого района Запорожской области | 28.02.1949      |            |
| 245        | Качуровский Авксентий Димитриевич    | 14.04.1896 — 27.01.1985 | Звеньевой колхоза имени Артёма Каменского района Молдавской ССР | 09.07.1949      |            |
| 246        | Качусов Иван Егорович                | 26.12.1931 — 14.01.1973 | Машинист экскаватора дорожно-строительного управления № 4 Министерства строительства и эксплуатации автомобильных дорог РСФСР, Алтайский край                                                                  | 04.05.1971      | [ ГС 218 ] |
| 247        | Кашаганов Калыбай                    | 1885 — 12.1957          | Заведующий коневодством колхоза «Енбек» Абралинского района Семипалатинской области | 23.07.1948      | [ ГС 219 ] |
| 248        | Кашапов Закария Кашапович            | 14.06.1923 — 21.03.2000 | Комбайнёр совхоза «Муслюмовский» Муслюмовского района Татарской АССР | 23.06.1966      | [ ГС 220 ] |
| 249        | Кашин Дмитрий Васильевич             | 14.07.1926 — 01.03.2013 | Слесарь-сборщик Алма-Атинского машиностроительного завода имени С. М. Кирова Министерства судостроительной промышленности СССР                                                                                 | 26.04.1971      | [ ГС 221 ] |
| 250        | Кашинский Николай Николаевич         | 1934—2001               | Бригадир сборщиков-достройщиков судовых завода имени 61 коммунара Министерства судостроительной промышленности СССР, гор. Николаев                                                                             | 19.07.1988      |            |
| 251        | Кашира Павел Тимофеевич              | 12.06.1914 — 1984       | Навалоотбойщик участка № 2 шахты № 5/7 треста «Анжероуголь» комбината «Кузбассуголь» Министерства угольной промышленности СССР, Кемеровская область                                                            | 26.04.1957      | [ ГС 222 ] |
| 252        | Каширин Василий Иванович             | 25.03.1897 — 06.07.1982 | Председатель совхоза «Александр Невский» Новодеревенского района Рязанской области | 30.04.1966      | [ ГС 223 ] |
| 253        | Кашица Владимир Васильевич           | 27.07.1934 — 15.09.1989 | Бригадир колхоза имени Чапаева Славутского района Хмельницкой области | 24.12.1976      | [ ГС 224 ] |
| 254        | Кашкин Пётр Тимофеевич               | 20.01.1912 — 27.11.1988 | Директор Завидовской птицефабрики Конаковского района Калининской области | 22.03.1966      | [ ГС 225 ] |
| 255        | Кашкина Анна Андреевна               | 1912 — 08.1983          | Доярка колхоза «Борец» Бронницкого района Московской области | 18.09.1950      | [ ГС 226 ] |
| 256        | Кашников Василий Ильич               | 1920 — ????             | Комбайнёр Измайловской МТС Кизильского района Челябинской области | 11.01.1957      | [ ГС 227 ] |
| 257        | Кашпур Марфа Семёновна               | 02.02.1915 — 14.10.2011 | Звеньевая колхоза «Красный партизан» Яковлевского района Приморского края | 30.04.1966      | [ ГС 228 ] |
| 258        | Каштанова Анна Ивановна              | 11.10.1924 — 05.10.2010 | Доярка совхоза «Красноярский» Красноярского района Куйбышевской области | 08.04.1971      | [ ГС 229 ] |
| 259        | Каштанова Елена Романовна            | 07.04.1922 — 27.09.1997 | Трактористка колхоза «Прогресс» Сурского района Ульяновской области | 23.06.1966      | [ ГС 230 ] |
| 260        | Кашуба Анна Степановна               | 18.10.1937 — 11.02.2013 | Доярка колхоза «Украина» Каменско-Бугского района Львовской области | 08.04.1971      | [ ГС 231 ] |
| 261        | Кашуба Леонид Авраамович             | 10.01.1914 — 28.04.1958 | Первый секретарь Приморского райкома Компартии Украины, Сталинская область | 26.02.1958      | [ ГС 232 ] |
| 262        | Кащеев Владимир Сергеевич            | 01.01.1931 — 25.02.2007 | Бригадир совхоза «Пламя» Раменского района Московской области | 11.12.1973      | [ ГС 233 ] |
| 263        | Кащеев Григорий Павлович             | 1911 — ????             | Бригадир виноградарского совхоза № 3 Министерства пищевой промышленности СССР, Самаркандская область | 06.10.1950      |            |
| 264        | Кащеева Анастасия Константиновна     | 1922 — 07.08.2001       | Свинарка Архангельского зерносовхоза Тихорецкого района Краснодарского края | 22.03.1966      | [ ГС 234 ] |
| 265        | Кащук Калистрат Сергеевич            | 1906 — ????             | Бригадир полеводческой бригады колхоза «Новый путь» Канского района Красноярского края | 07.01.1948      | [ ГС 235 ] |
| 266        | Каюмов Габдрауф Габдулхакович        | 13.12.1926 — 04.06.2009 | Комбайнёр-тракторист совхоза «Введенский» Боровского района Кустанайской области | 23.06.1966      | [ ГС 236 ] |
| 267        | Каюмов Малик Каюмович                | 1911 — 29.04.2010       | Кинорежиссёр киностудии научно-популярных и документальных фильмов Узбекской ССР, гор. Ташкент | 05.12.1990      | [ ГС 237 ] |
| 268        | Каюмов Мамаджон                      | 20.03.1903 — ????       | Председатель колхоза «Коммунист Таджикистана» Сталинабадского района Сталинабадской области | 01.03.1948      |            |
| 269        | Каюмов Салим                         | 1900 — ????             | Звеньевой колхоза имени Ахунбабаева Нарпайского района Самаркандской области | 12.07.1950      | [ ГС 238 ] |
| 270        | Каюмов Турсун                        | род. 1933               | Монтажник Ферганского домостроительного комбината треста № 8 | 11.08.1966      | [ ГС 239 ] |
| 271        | Каюшкина Марина Ивановна             | 21.07.1928 — 03.10.1996 | Звеньевая колхоза «Путь Ленина» Чкаловского района Горьковской области | 09.04.1949      | [ ГС 240 ] |

| Навигационная таблица | Навигационная таблица |
| --------------------- | --------------------- |
| «К»                   | Кабаидзе — Капычина   |
| «К»                   | Кара — Каюшкина       |
| «К»                   | Квакуша — Киптев      |
| «К»                   | Киракосян — Князькин  |
| «К»                   | Кобаидзе — Колядо     |
| «К»                   | Команов — Корякина    |
| «К»                   | Косарев — Коюнлиев    |
| «К»                   | Кравец — Ксоврели     |
| «К»                   | Куандыков — Кулян     |
| «К»                   | Кумаков — Кяяник      |